# توم إيرل
توم إيرل هو كاتب للأطفال وكاتب كندي، ولد في 12 فبراير 1966 في أوريليا في كندا.